# Epping Ongar Railway
Epping Ongar Railway — историческая железная дорога в юго-западном Эссексе (Англия). Изначально дорога была последним участком ветки Great Eastern Railway от Лоутона до Онгара через Эппинг, позднее ставшей частью Центральной линии Лондонского метро. Линия была закрыта в 1994 году и продана в 1998 году. В 2004 году линия была вновь открыта в качестве исторической железной дороги от Онгара до Куперсейла с дизельной тягой. В 2007 году, после смены владельца, линия была закрыта для восстановления паровой тяги. Повторное открытие произошло 25 мая 2012 года.

## Ранние линии
Линия в Онгар была открыта в 1865 году Great Eastern Railway как продолжение линии от Стратфорда до Лоутона. Дорога была однопутной, сохранившись в таком виде и после расширения до двухпутного участка от Лоутона до Эппинга в 1890-х годах. В Норт-Уилд располагался двухпутный разъезд с двумя стрелками, в 1888 году его восточная стрелка была убрана. По линии за сутки проходило примерно 14 поездов до Онгара, остальные следовали до Лоутона или Эппинга.
В таком виде дорога существовала до 1949 года, когда по новому плану Совета пассажирского транспорта Лондона линия не была передана Лондонскому метрополитену и не стала частью Центральной линии до Эппинга. Метрополитен организовал движение электропоездов до Эппинга. Ветка от Эппинга до Онгара перестала использоваться для поездок в Лондон, в Эппинге был организован пересадочный пункт. В течение восьми лет в Эппинге можно было видеть стоявшие рядом паровые поезда и электропоезда лондонского метро. Паровозы арендовались у British Railways, так как считалось, чтоэлектрификация линии до Онгаре экономически невыгодна. После передачи метро был построен второй путь, разъезд в Норт-Уилде получил вторую платформу.
В 1957 году линия была электрифицирована. Из-за экономии средств до Норт-Уилда могло ходить восемь вагонов электропоезда, а далее, до Онгара, не более четырёх вагонов. Это было связано с падением напряжения на дальнем участке и недостаточной длиной платформ. Ветка из Эппинга в Онгар обычно использовалась в качестве изолированного продолжения Центральной линии, напрямую до Лоутона ходило лишь несколько поездов. Исключение составляли поезда, следовавшие два дня в год в Норт-Уилд с посетителями авиашоу. Проходные поезда назначались дополнительно к обычному расписанию выходного дня и состояли из четырёх вагонов.

## Сокращения и закрытие

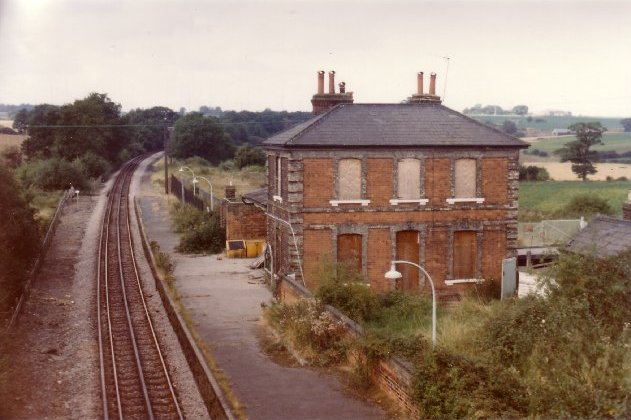
Станция Блейк-Холл, которой, как считалось, пользовалось лишь шесть человек в день, была закрыта в 1981 году и превращена жилой дом.

С конца 1960-х годов стало ясно, что пассажиропоток на линии растет не так быстро, как ожидалось, главным образом, из-за ограничений на строительство в зоне, обозначенной как столичный зелёный пояс. Даже на пике в 1971 году линия обслуживала 650 пассажиров в день, что едва хватало для окупаемости. Лондонский метрополитен пытался закрыть всю линию в 1980 году, но вместо этого снизил количество поездов и отменил остановку по воскресеньям на станции Блей-Холл.
Одна из платформ в Норт-Уилд была закрыта в 1976 году, затем в 1978 были сняты рельсы с западного пути. До этого управление станцией осуществлялась сигнальным блоком, установленным ещё Eastern Counties Railway — предшественницей Great Eastern Railway. Он до сих пор находится на южной платформе и в настоящее время полностью отреставрирован. Норт-Уилд был последним участком лондонского метрополитена, где действовали механические семафоры.
В 1981 году была закрыта станция Блейк-Холл — как утверждалось, ежедневно ей пользовалось только шесть человек. Здание вокзала сохранилось в качестве жилого дома. Однако после её закрытия поезда продолжали останавливаться по просьбе пассажиров, пока метрополитен не демонтировал платформу, сделав высадку невозможной.
30 сентября 1994 года линия была закрыта. К этому времени метрополитен терял до 7 фунтов на каждом пассажире, а сама линия нуждалась в ремонте. На момент закрытия поезда перевохили 80 пассажиров в день. По местной городской легенде, линия оставалась открытой на случай, если потребуется эвакуировать правительство в секретный бункер Кельведон-Хэтч в Доддингхерсте. Рельсы и станции после закрытия остались на месте, но перестали обслуживаться.
Последний поезд, состоявший из трёх вагонов образца 1960 года, был передан на хранение в Cravens Heritage Trains.

## Покупка и повторное открытие
В 1998 году Pilot Developments (позднее переименованная в Epping Ongar Railway Ltd) выкупила линию у Лондонского метро. Ongar Railway Preservation Society пыталось купить линию за 325 000 фунтов стерлингов, но Pilot Developments уже после истечения срока подачи заявок предложила чуть большую сумму. Независимый политик Мартин Белл назвал сделку «самой спорной продажей земли в округе на протяжении многих лет», указывая на конфликт интересов у местных политиков. Линия была вновь открыта Epping Ongar Railway Volunteer Society 10 октября 2004 года. Поезда ходили каждый час от Онгара до Норт-Уилд. Вскоре после этого линия была продолжена до Куперсейла, хотя остановочных пунктов на этом участке не появилось.
С 22 января по 9 апреля 2006 года линия закрывалась для проведения инженерных работ. Был проведён ремонт станций, подвижного состава и путей. Станция Онгар оставалась закрытой до 28 мая 2006 года.
В пасхальные выходные 2007 года, 8 и 9 апреля, железной дорогой воспользовалось максимальное число пассажиров за день с момента повторного открытия. Популярными стали праздничные мероприятия «Пикник», «Годовщина открытия» и «Хэллоуин».
В конце 2007 года в результате выдачи разрешения на строительство жилого комплекса в Онгаре железная дорога была продана новому частному владельцу, который решил вернуть на линию паровую тягу.
После смены владельца движение по линии было приостановлено для ремонта дороги. Началось восстановление зданий станций, путей, системы сигнализации и угольных и водных сооружений. Существенным изменениям подверглись станции Онгар и Норт-Уилд.

### Ongar

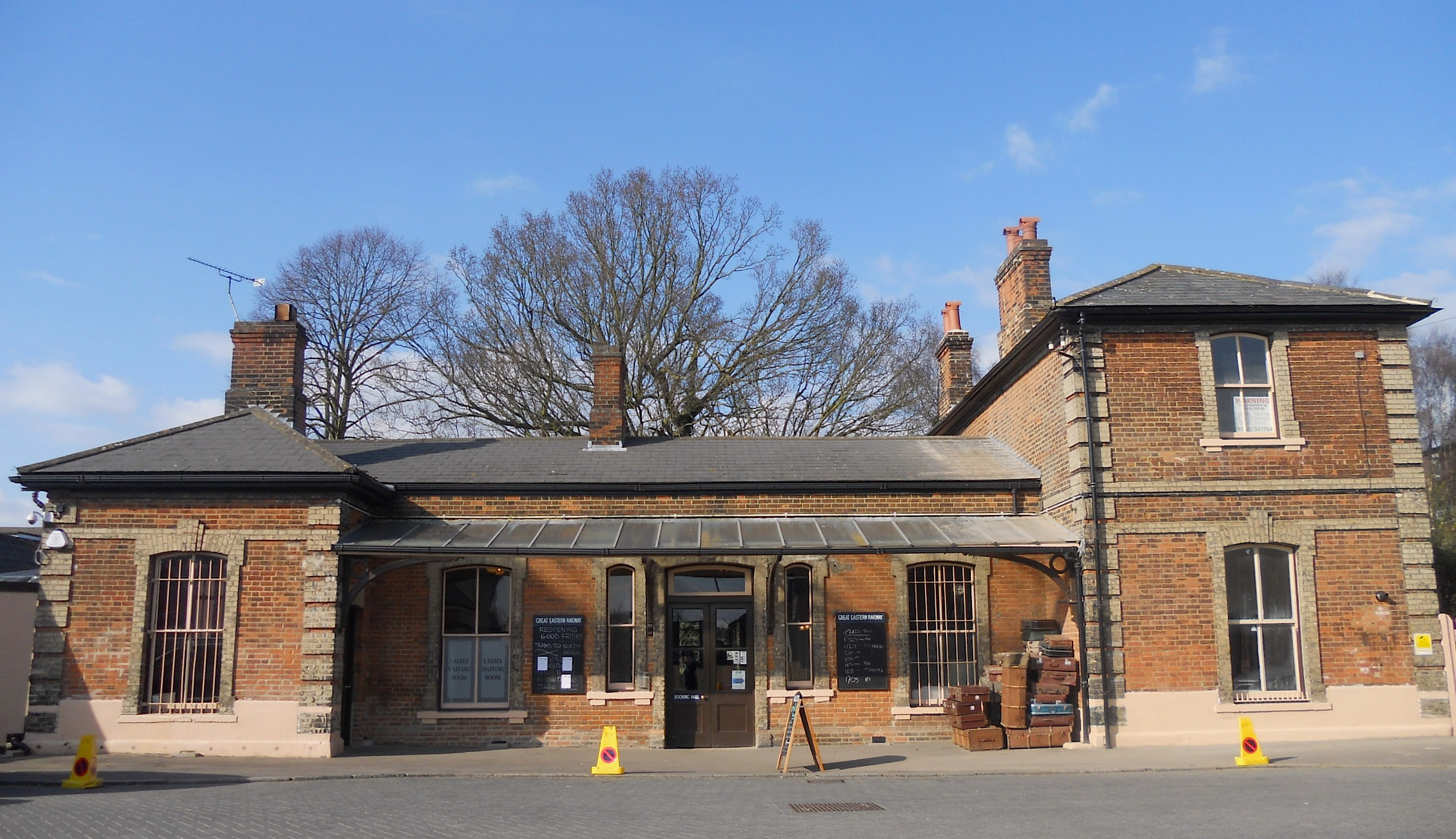
Здание вокзала в Онгаре

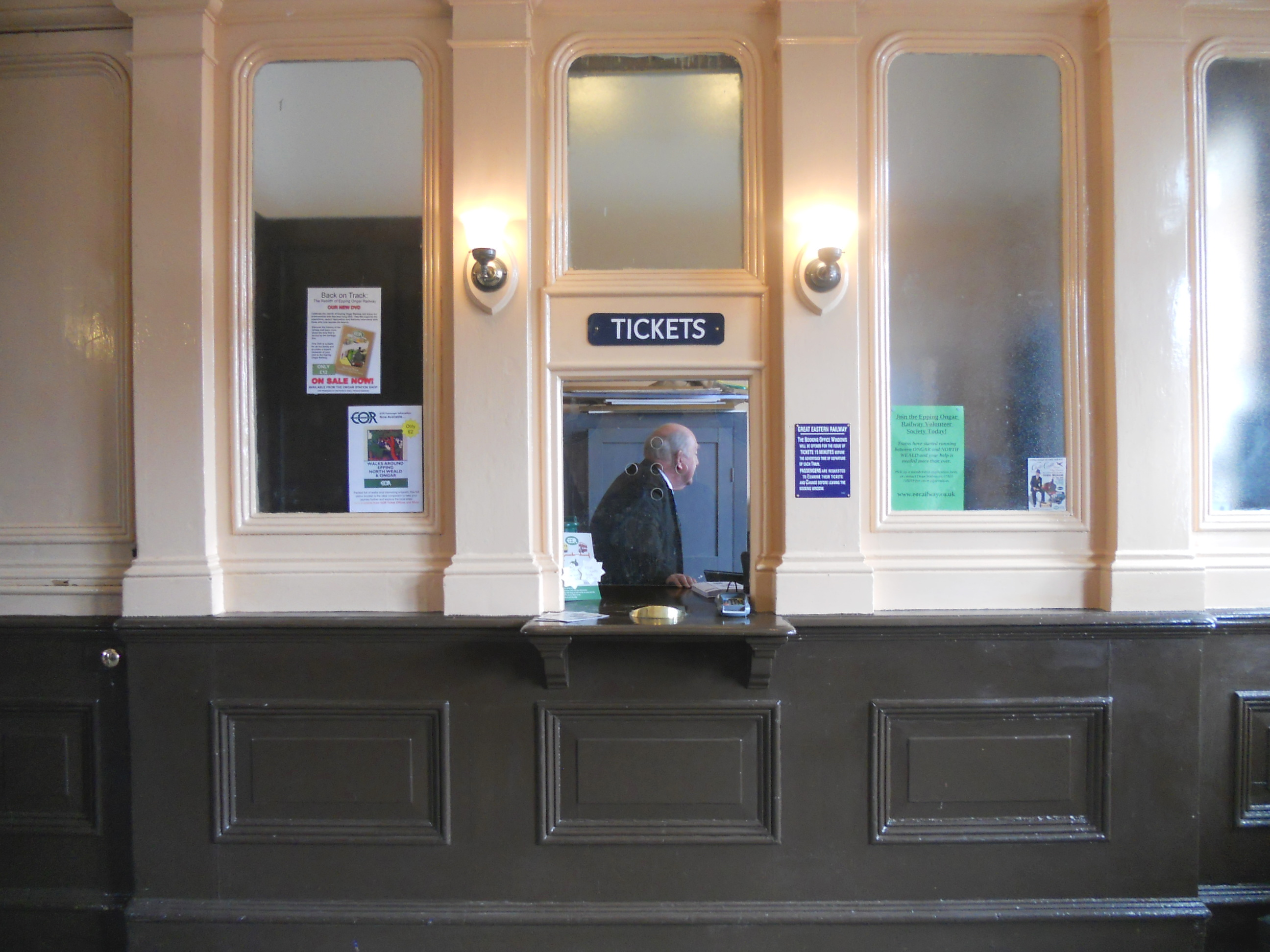
Касса на вокзале Онгар

Часть территории станции (заброшенной с 1960-х годов) был куплен David Wilson Homes для последующего жилого строительства. Сохранились руины терминала для погрузки скота и здание вокзала, которое было перекрашено в цвета Great Eastern Railway. Онгар является единственной действующей станцией Great Eastern Railway в таких цветах. В здании вокзала оборудованы магазин и кафе.
Восстанавливается молочный терминал, который станет второй пассажирской платформой.
Все пути были переложены с понижением для пропуска магистрального подвижного состава British Railways, в конце второй платформы установлен новый сигнальный блок в стиле оригинального. В нём сохранена исходная сигнальная рама.

### Норт-Уилд

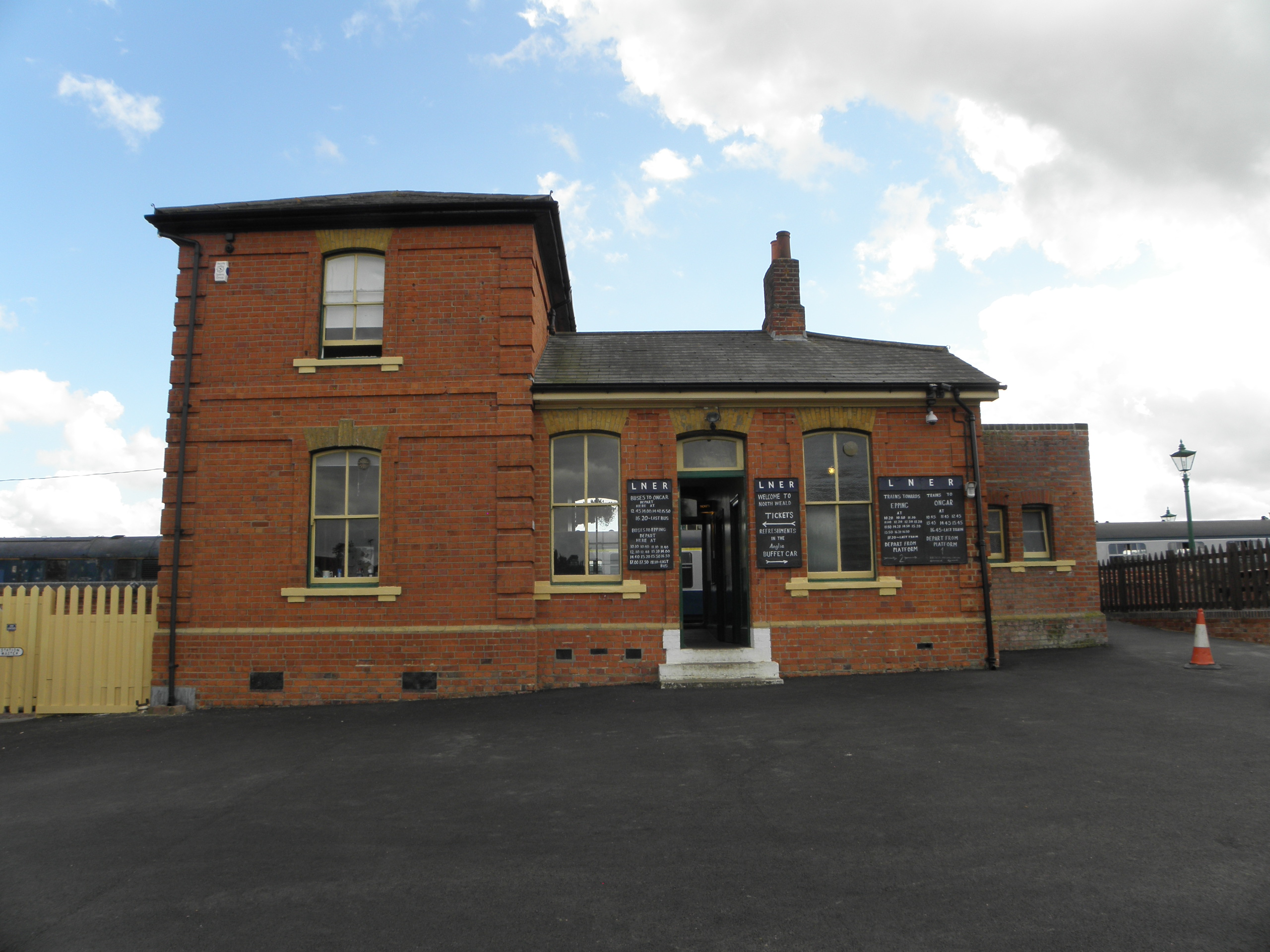
Здание вокзала в Норт-Уилде

Станция Норт-Уилд перекрашена в цвета London and North Eastern Railway /Восточного региона British Railways (1940—1960-е годы) — зелёный и кремовый.
Пути были переложены с понижением для пропуска магистрального подвижного состава British Railways, кроме петли добавлен третий боковой путь. В результате на станции действует три платформы. Система сигнализации обновлена для обслуживания новой структуры.

### Эппинг-Форест

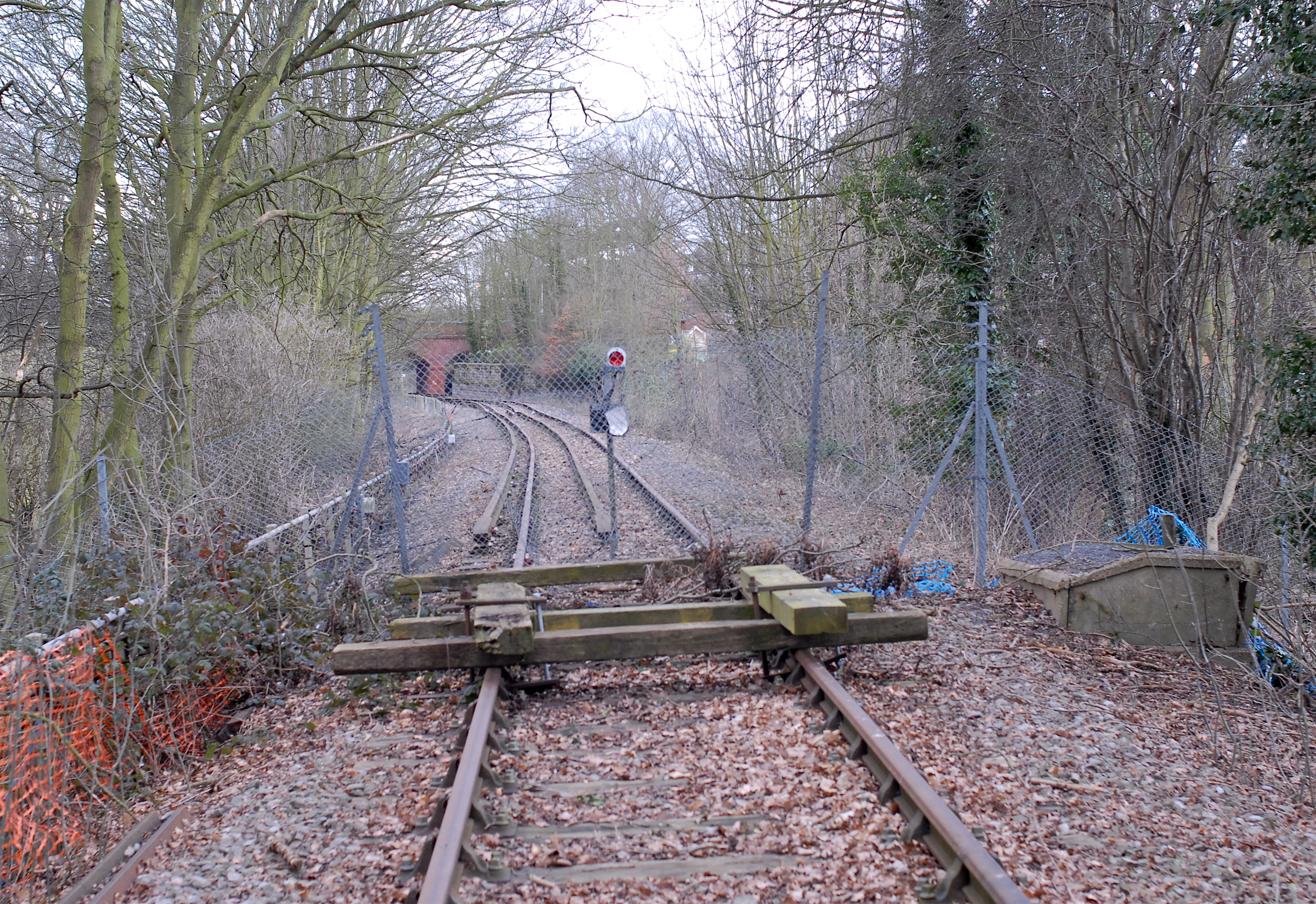
Железнодорожный путь рядом со станцией метро Эппинг (Epping Forest Halt). Посадка пассажиров невозможна из-за отсутствия платформы.

Линия была продолжена от Куперсейла практически до станции Эппинг Лондонского метро. Пассажирская платформа здесь отсутствует, но её постройка значится в планах дороги.

## Возобновление пассажирского движения
В марте 2012 года Epping Ongar Railway объявила о возобновлении пассажирского сообщения с 25 мая 2012 года, что приурочено к 150-летию образования Great Eastern Railway. В выходные, начиная с 25 мая, по железной дороге начал ходить специальный состав. Во время Олимпийских игр в июле-августе 2012 года линия работала ежедневно.
По дороге ходят паровые и дизельные поезда между Онгаром и Норт-Уилдом, дизельные поезда от Норт-Уилда до Куперсейла, а также автобусы до станции метро Эппинг.

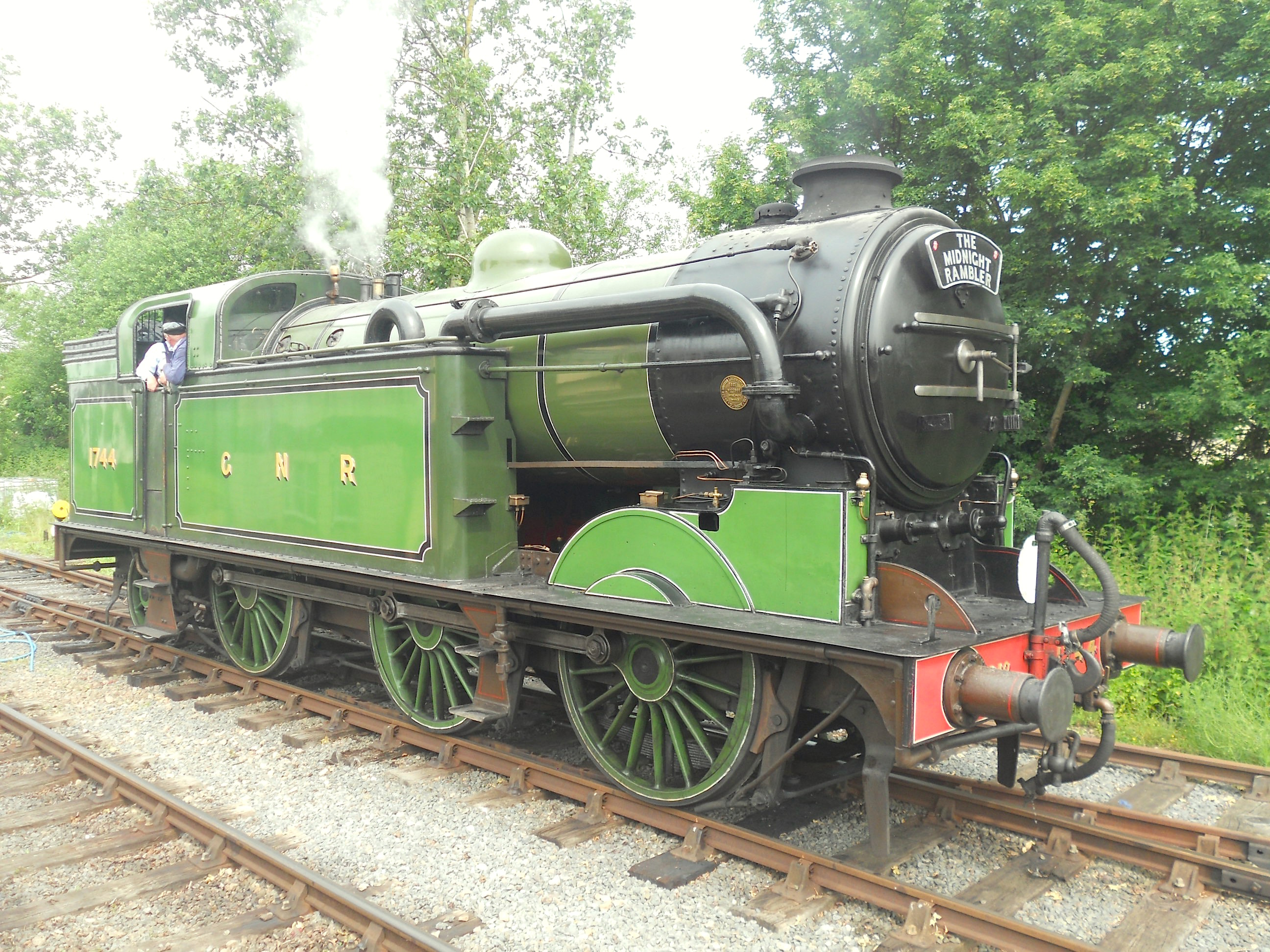
GNR 0-6-2T Class N2 № 1744, использующийся на Epping Ongar Railway